# Бурунди на Олимпијским играма
Бурунди се први пут појавио на Олимпијским играма 1996. године. После тога Бурунди је слао своје спортисте на све наредне одржане Летње олимпијске игре.
На Зимским олимпијским играма Бурунди никада није слао своје представнике. Спортисти Бурундија закључно са Олимпијским играма одржаним 2016. године у Рију су освојили две олимпијске медаље и то златну на свом дебију 1996. године и сребро 2016..
Национални олимпијски комитет Бурундија (Comité National Olympique du Burundi) је основан 1990. а признат од стране Међународног олимпијског комитета 1993. године.

## Медаље

### Освојене медаље на ЛОИ
| Учешће и освојене медаље Бурундија на ЛОИ |                       |        |      |      |        |       |        |        |        |         |
| ЛОИ                                       | Носилац заставе       | Учешће | Муш. | Жене | спорт. | Злато | Сребро | Бронза | Укупно | Пласман |
| 1996. Атланта                             | Dieudonné Kwizéra     | 7      | 6    | 1    | 1      | 1     | 0      | 0      | 1      | =49     |
| 2000. Сиднеј                              | Diane Nukuri          | 6      | 5    | 1    | 1      | 0     | 0      | 0      | 0      | -       |
| 2004. Атина                               | Emery Nziyunvira      | 7      | 5    | 2    | 2      | 0     | 0      | 0      | 0      | -       |
| 2008. Пекинг                              | Francine Niyonizigiye | 3      | 1    | 2    | 2      | 0     | 0      | 0      | 0      |         |
| 2012. Лондон                              | Дијан Нукури          | 6      | 2    | 4    | 3      | 0     | 0      | 0      | 0      |         |
| 2016. Рио де Жанеиро                      | Оливије Ирабарута     | 9      | 5    | 4    | 3      | 0     | 1      | 0      | 1      |         |
| 2020. Токио                               |                       |        |      |      |        |       |        |        |        |         |
| 2024. Париз                               |                       |        |      |      |        |       |        |        |        |         |
| 2028. Лос Анђелес                         | предстојећи догађај   |        |      |      |        |       |        |        |        |         |
| 2032. Бризбејн                            | предстојећи догађај   |        |      |      |        |       |        |        |        |         |
| Укупно (6)                                |                       | 38     | 24   | 14   |        | 1     | 1      | 0      | 2      |         |

### Освајачи медаља
| Медаља | Име(на)           | Игре          | Спорт    | Дициплина |
| ------ | ----------------- | ------------- | -------- | --------- |
| Злато  | Венист Нијонгабо  | 1996. Атланта | Атлетика | 5.000 м   |
| Сребро | Френсин Нијонсаба | 2016. Рио     | Атлетика | 800 м     |

### Преглед учешћа спортиста Бурундија по спортовима на ЛОИ
Стање после ЛОИ 2008.
| Спорт      | Период | Период   | Укупно | Мушки | Жене |   |   |   |   |
| Спорт      | Прво   | Последње | Укупно | Мушки | Жене |   |   |   |   |
| ---------- | ------ | -------- | ------ | ----- | ---- | - | - | - | - |
| Атлетика   | 1996   | 2012     | 15     | 11    | 4    | 1 | 0 | 0 | 1 |
| Пливање    | 2004.  | 2012.    | 4      | 2     | 2    | 0 | 0 | 0 | 0 |
| Џудо       | 2012.  | 2012     | 1      | 0     | 1    | 0 | 0 | 0 | 0 |
| Укупно (3) |        |          | 20     | 13    | 7    | 1 | 0 | 0 | 1 |

Разлика у горње две табеле од 10 учесника, (6 мушкараца и 3 жене) настала је у овој табели јер је сваки спотиста без обриза колико је пута учествовао на играма и у колико разних спортова на истим играма рачунат само једном.

## Занимљивости
- Најмлађи учесник: Diane Nukuri, 15 година и 296 дана Сиднеј 2000. атлетика
- Најстарији учесник: Joachim Nshimirimana, 35 година и 224 дана Пекинг 2008. атлетика
- Највише учешћа: 3 Arthémon Hatungimana (1996, 2000, 2004)
- Највише медаља: 1 Венист Нијонгабо злато
- Прва медаља: злато Венист Нијонгабо, Атланта 1996. атлетика
- Прво злато: -
- Најбољи пласман на ЛОИ:  =49 Атланта 1996.
- Најбољи пласман на ЗОИ: -